# 2018 في فيتنام
فيما يلي قوائم الأحداث التي وقعت خلال عام 2018 في فيتنام.

## سياسة

### تعيين في المنصب
- 21 سبتمبر – دانغ ثي نجوك ثينه رئيس فيتنام.
- 23 أكتوبر – نغوين فو ترونغ رئيس فيتنام.

### انتهاء فترة المنصب
- 21 سبتمبر – تران داي كوانغ رئيس فيتنام، عضو الجمعية الوطنية الفيتنامية  [لغات أخرى]‏.
- 23 أكتوبر – دانغ ثي نجوك ثينه رئيس فيتنام.

## رياضة
- 1 يناير – كأس فينافون 2018

## وفيات

### مارس
- 17 مارس – فان فان خاي (مواليد 1933) سياسي فيتنامي.

### يونيو
- 23 يونيو – فان هوي لي (مواليد 1934) مؤرخ فيتنامي.

### سبتمبر
- 21 سبتمبر – تران داي كوانغ (مواليد 1956) سياسي فيتنامي ورئيس الجمهورية التاسع.